# Melanella rutila
Melanella rutila är en snäckart som först beskrevs av Carpenter 1864.  Melanella rutila ingår i släktet Melanella och familjen Eulimidae. Inga underarter finns listade i Catalogue of Life.